# Cate’s Brother
«Cate’s Brother» — песня британской певицы Мэйси Питерс, выпущенная 6 мая 2022 года в качестве самостоятельного сингла. Это самый популярный сингл Питерс в Республике Ирландия, достигший 29 места в чарте.

## История
Питерс заявила, что песня, которая рассказывает о вымышленных отношениях с братом её близкой подруги Кейт Каннинг в реальной жизни, началась как шутка для своих среди её дружеской компании после того, как она встретила брата Кейт на вечеринке и нашла его привлекательным. Питерс выложила фрагменты песни на TikTok для развлечения, первый из которых был загружен 25 февраля 2022 года После положительной реакции фанатов на первый фрагмент, который был просмотрен более 10 миллионов раз, она выложила дальнейшее развитие песни на TikTok, а 6 мая объявила о выпуске официального сингла.
Акустическая версия песни с участием Мэтта Мальтеза, известная как «Cate’s Brother (Matt’s Version)» в качестве отсылки к названиям ремастированных альбомов основного музыкального влияния Питерс — Тейлор Свифт, была выпущена на стриминговых платформах 1 июня 2022 года.

## Композиция и тексты
Песня «Cate’s Brother» была описана как поп-панк, арена-рок и поп-рок; Питерс заявила, что написала песню во время поездки в Стокгольм, когда она «пересматривала много поп-панк музыки, на которой я выросла», такой как My Chemical Romance, Fall Out Boy и All Time Low, а также другие рок-влияния, такие как Arctic Monkeys .
Лирически песня написана о в значительной степени вымышленных романтических отношениях между Питерс и канадским братом её реальной близкой подруги и соавтора Кейт Каннинг, с которым она познакомилась на вечеринке в честь Хэллоуина, устроенной Питерс в 2021 году. В песне, после того как Каннинг представил их друг другу на вечеринке, Питерс и брат Кейт ходят на свидания в кино, вместе веселятся и целуются, после чего Питерс задается вопросом, будут ли эти отношения успешными после возвращения брата Кейт домой в Канаду из-за того, что они находятся на расстоянии. Последний припев песни заканчивается заверениями брата Кейт, что Питерс может присоединиться к нему в Канаде и познакомиться с его родителями, и завершается строкой «и теперь я встречаюсь с братом Кейт».
Как композиционно, так и лирически, «Cate’s Brother» сравнивали с «Stacy's Mom» группы Fountains of Wayne, «Sk8er Boi» Аврил Лавин и «Teenage Dirtbag» группы Wheatus.

## Участники записи
Сведения взяты из Tidal.
- Мэйси Питерс — композиция, вокал
- Макс Грен — композиция
- Fat Max Gsus — производство, бас-гитара, барабаны, гитара, перкуссия, синтезатор, программирование
- Рэнди Меррилл — мастеринг
- Сербан Генеа — микширование
- Брайс Бордоне — ассистент микшера

## Чарты
| Чарт (2022)                        | Высшая позиция |
| ---------------------------------- | -------------- |
| Ирландия (IRMA)                    | 29             |
| Новая Зеландия (Recorded Music NZ) | 30             |
| Великобритания (OCC UK Singles)    | 62             |

## История релиза
| Страна    | Дата       | Формат                       | Лейбл           | Источник |
| --------- | ---------- | ---------------------------- | --------------- | -------- |
| Различные | 6 мая 2022 | Цифровое скачивание стриминг | Gingerbread Man | [ 13 ]   |